# 중앙경기장 (예카테린부르크)
예카테린부르크 중앙경기장(러시아어: Центральный стадион)은 러시아 예카테린부르크에 위치한 경기장이다. 2018년 FIFA 월드컵 개최 경기장으로 선정되었다. FC 우랄 예카테린부르크의 홈 구장으로 사용되고 있으며 수용 인원은 35,696명이다. 2018년 FIFA 월드컵에서는 예카테린부르크 아레나(러시아어: Екатеринбург Арена)라는 이름을 사용했다.

## 역사

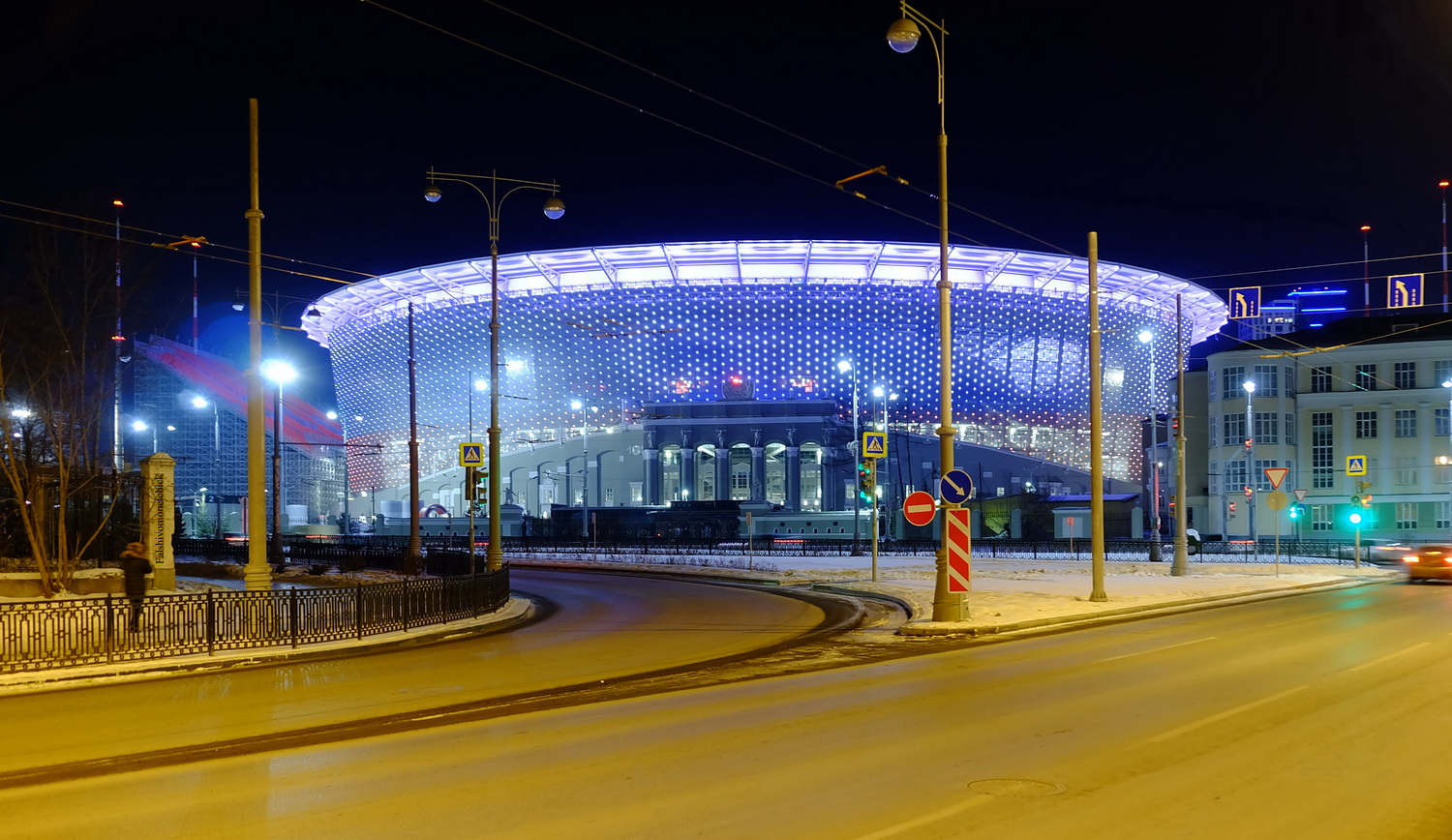

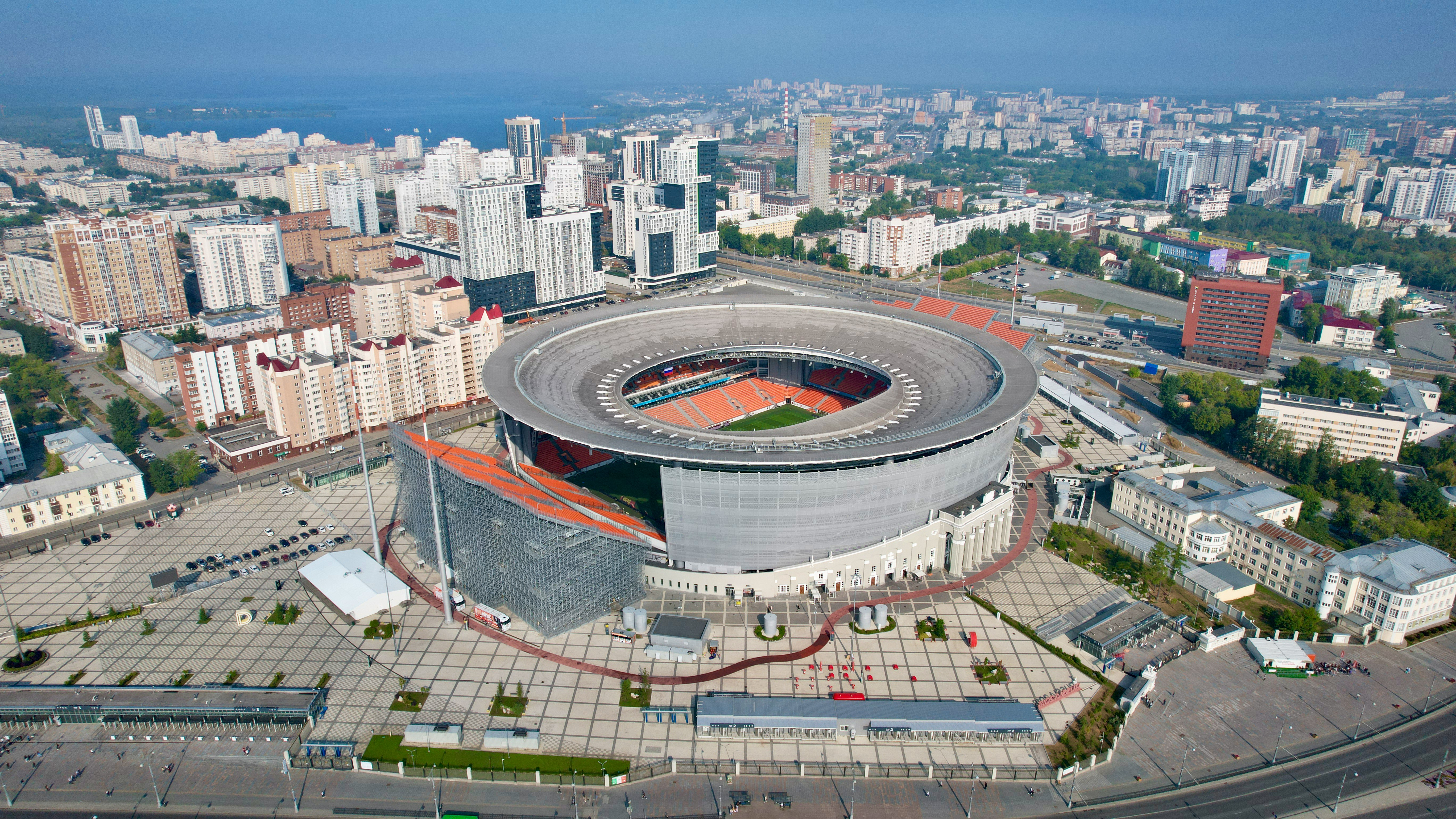
위에서 보기

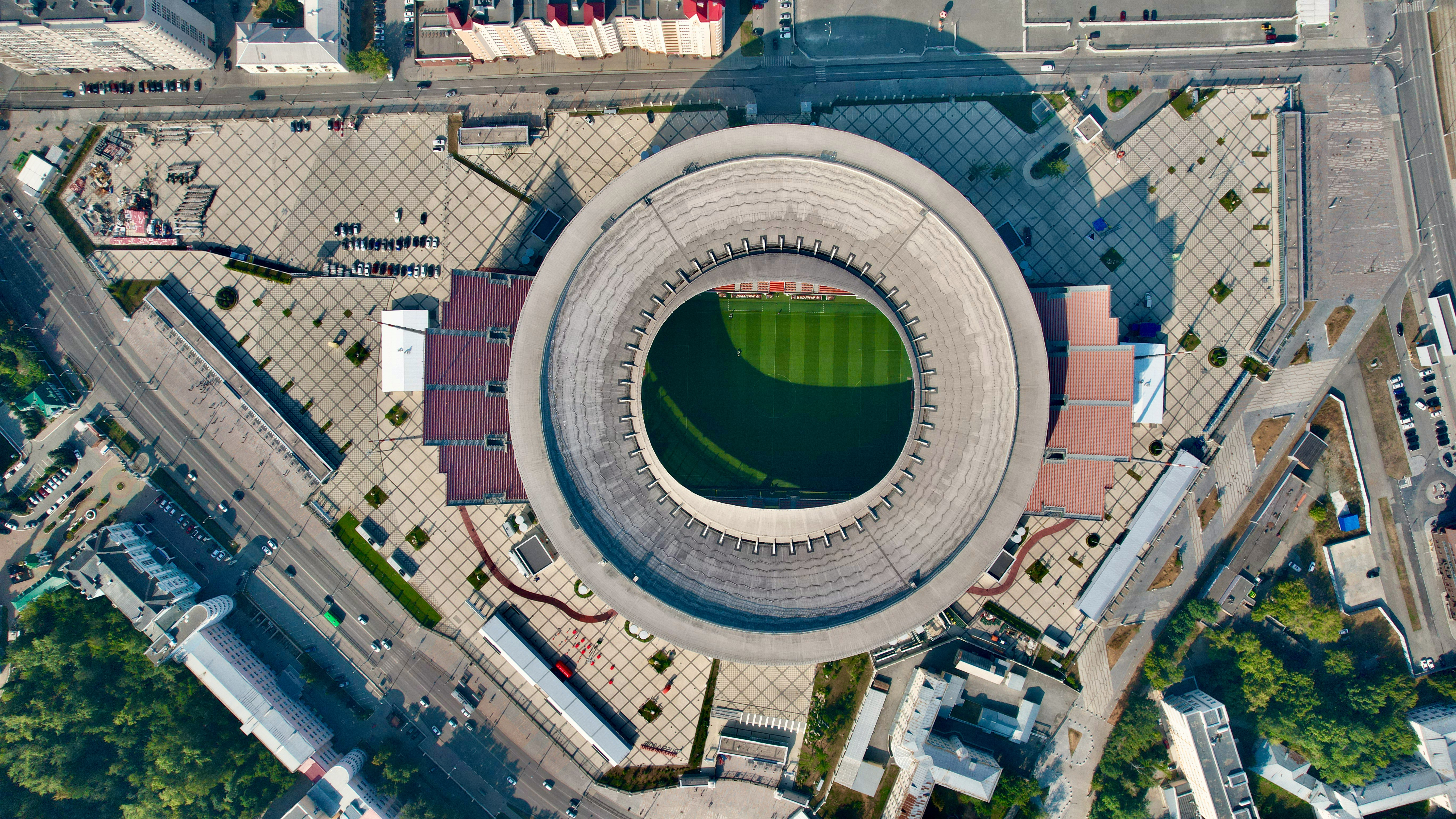
위에서 보기 2

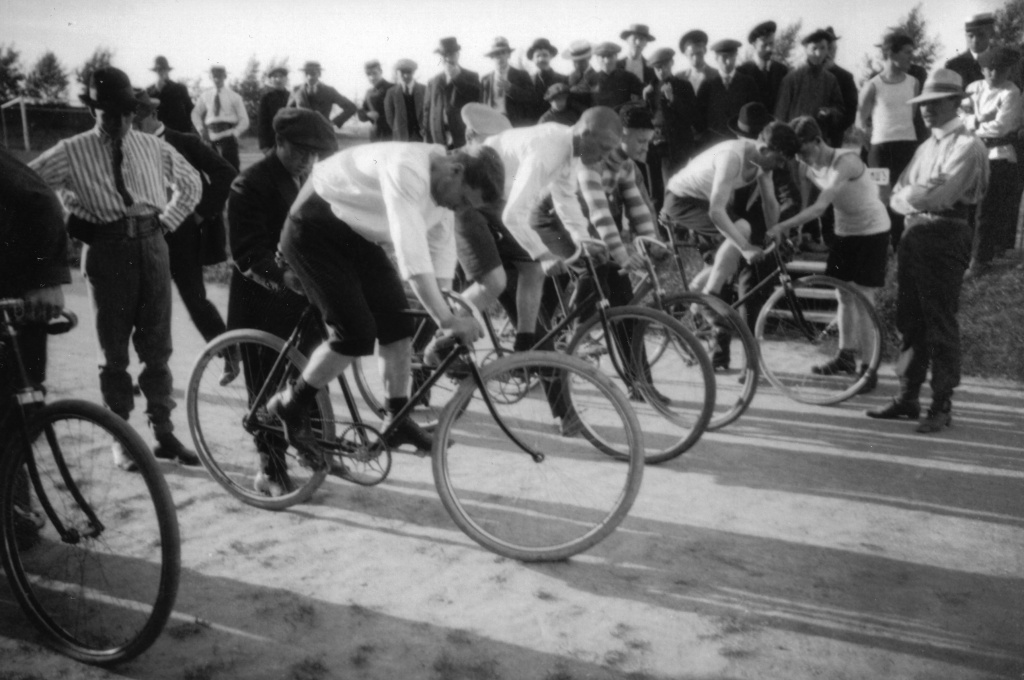
1913년 예카테린부르크 교외의 벨로드롬

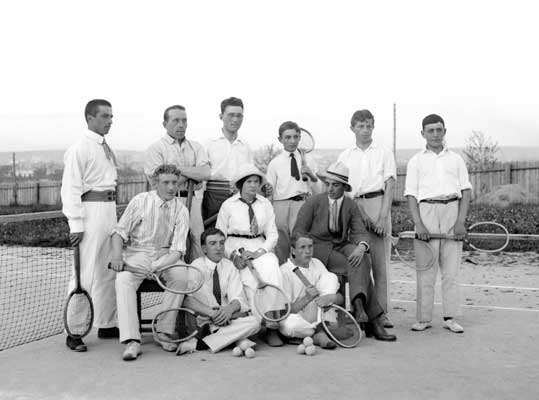
1913년 예카테린부르크 벨로드롬에 설치된 테니스 경기장

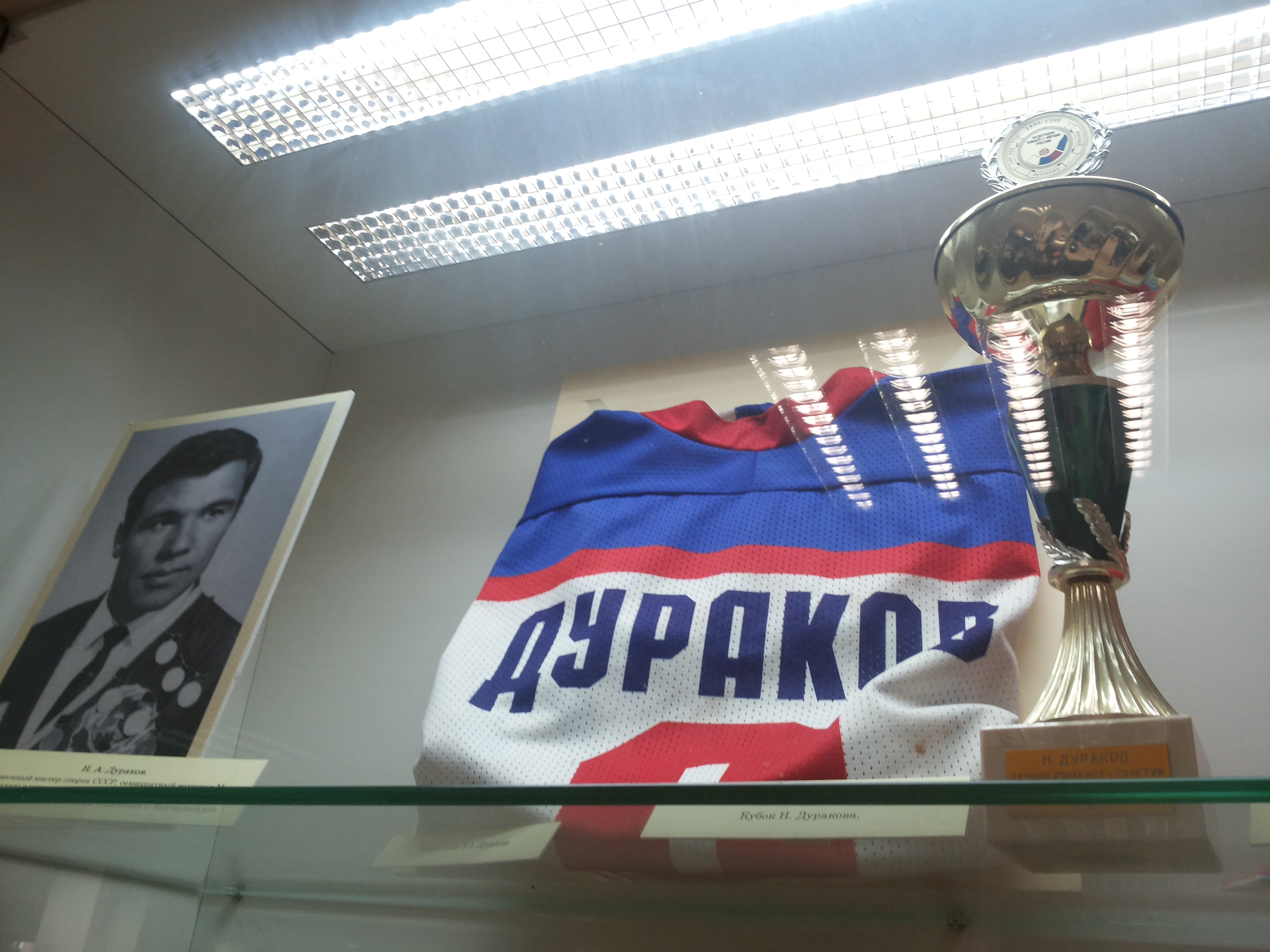
니콜라이 두라코프(Nikolay Durakov)와 관련된 유품

중앙경기장은 1957년에 지어졌다. 이 지역의 초기에는 스포츠 시설도 있었다(1900년: 벨로드롬, 1928년: 지역 경기장, 1936년: 메탈루르크 경기장). 경기장에서는 수천 가지 스포츠 및 엔터테인먼트 이벤트를 주최했다. 개막 후 첫 1년 동안 경기장은 스피드 스케이팅의 세계에서 가장 중요한 경기장 중 하나가 되었다.
1959년 세계 스피드 스케이팅 선수권 대회와 1958년, 1962년, 1964년, 1966년 소련 스피드 스케이팅 선수권 대회가 개최되면서 여러 세계 기록이 수립되었다. 그리고 1964년부터 1973년까지의 기간에는 세계에서 가장 강한 전국 스피드 스케이팅 팀(소련, 노르웨이, 스웨덴, 핀란드) 간의 많은 경기가 있었다. SKA-스베르들롭스크(SKA-Sverdlovsk)가 세계 최고의 클럽 팀 중 하나였던 시기의 대략경기장은 1962년, 1966년, 1974년 및 1978년 소련 민족 스파르타키아다(동시에 이 대회는 소련 선수권 대회 였음) 및 기타 러시아 및 국제 대회를 개최한다.
2004년 경기장은 JSC "Central Stadium"(2010년: 스베르들롭스크주 - 25% + 1주, 예카테린부르크 시 관리 - 25% + 1주 및 JSC "Sinara Group" - 50% - 2주). 2006년 9월부터 2011년까지 대규모 대규모 경기장 재건축을 완료했다. 2015년-2017년에 또 하나의 대규모 재건 사업을 완료했다. 경기장이 2018년 FIFA 월드컵 개최지 중 하나로 선정됨에 따라 FIFA가 35,000명을 수용할 수 있는 좌석 수 요건을 준수하도록 경기장의 원래 경계를 벗어난 임시 스탠드가 세워졌다.

## 2018년 FIFA 월드컵일정
| 날짜            | 시간 (UTC+5) | 팀 #1  | 결과  | 팀 #2    | 대회 | 관중   |
| --------------- | ------------ | ------ | ----- | -------- | ---- | ------ |
| 2018년 6월 15일 | 17:00        | 이집트 | 0 - 1 | 우루과이 | A조  | 27,015 |
| 2018년 6월 21일 | 20:00        | 프랑스 | 1 - 0 | 페루     | C조  | 32,789 |
| 2018년 6월 24일 | 19:00        | 일본   | 2 - 2 | 세네갈   | H조  | 32,572 |
| 2018년 6월 27일 | 19:00        | 멕시코 | 0 - 3 | 스웨덴   | F조  | 33,061 |